# Hermann Rauschning
Hermann Rauschning, né le 7 août 1887 à Thorn (aujourd'hui Toruń, en Pologne) et mort le 8 février 1982 à Portland, Oregon, est un essayiste et homme politique allemand, membre du Parti national-socialiste des travailleurs allemands de 1932 à 1934.
Président du sénat de la Ville libre de Dantzig, il démissionne en novembre 1934, devient un opposant au régime nazi et doit fuir l'Allemagne. Exilé en Suisse, en France, puis aux États-Unis, il écrit plusieurs ouvrages dans lesquels il dénonce la nature nihiliste du régime nazi. Il est surtout célèbre par son livre Hitler m'a dit (Paris, 1939), qu'il présente comme un recueil de confidences de Hitler, présentation qui est contestée depuis 1972.

## Biographie
Descendant d'une famille de propriétaires terriens de Prusse-Orientale, appartenant à l'aristocratie militaire des Junkers, il intègre le corps des Cadets prussiens. Il est blessé au cours de la Première Guerre mondiale. Riche propriétaire, agronome compétent, il devient président de l'Association des agriculteurs de la Ville libre de Dantzig. Le 21 mai 1924 il est initié en franc-maçonnerie dans la loge Zum Tempel der Eintracht de Pozen. Pensant que le national-socialisme était le seul moyen de sortir l'Allemagne de la situation qu'elle connaissait alors, il adhère au NSDAP, puis est élu à la présidence du sénat de Dantzig.
Mais quand le parti nazi exige de lui qu'il mette en œuvre la Gleichschaltung, fasse arrêter les prêtres catholiques s'opposant au régime, applique la législation discriminatoire à l'égard des Juifs et supprime les autres partis politiques, il refuse et démissionne du parti. Aux élections d'avril 1935, il soutient le constitutionnalisme, et doit abandonner ses exploitations agricoles et finalement quitter Dantzig, où l'influence nazie se fait de plus en plus pressante.
Il fuit d'abord en 1936 en Suisse, émigre en France en 1938 et part l'année suivante au Royaume-Uni.
L'été 1939 à Zurich, l'agent de presse et éditeur Emery Reves persuade Rauschning de noter ses rencontres avec Adolf Hitler avec autant de citations directes que possible. Le livre, paru d'abord en français à Paris en décembre 1939 sous le titre Hitler m'a dit, puis dans de nombreuses langues, est un best-seller. Selon sa préface, les propos qu'il prête à Hitler ont été tenus au milieu de ses fidèles :
« Les conversations que je rapporte sont rigoureusement authentiques. Elles se sont tenues dans la dernière année qui a précédé la prise du pouvoir, ainsi qu’en 1933 et en 1934, après l’avènement du national-socialisme. J’en ai transcrit la plus grande partie alors que j’étais encore sous l’impression immédiate des paroles que je venais d’entendre, de sorte que, dans une très large mesure, elles possèdent la valeur d’une reproduction littérale. Hitler s’exprime ici librement au milieu de ses fidèles. »
En 1941, Rauschning achète finalement une exploitation agricole à Portland, dans l'Oregon, qu'il ne devait plus quitter.

## Hitler m'a dit, une source discréditée
L'authenticité des propos attribués à Hitler par Hermann Rauschning dans Hitler m'a dit (de) n'est plus que rarement admise. L'historien britannique Ian Kershaw juge notamment : « Je n'ai pas une seule fois cité le Hitler m'a dit de Hermann Rauschning, ouvrage dont l'authenticité apparaît désormais si mince que mieux vaut carrément l'oublier ». Après Theodor Schieder, Wolfgang Hänel, Fritz Tobias (de) et Eckhard Jesse (de) ont mis en évidence le peu de crédibilité de l'intimité avec Hitler revendiquée par Rauschning. Celui-ci n'aurait en fait rencontré Hitler que quatre fois, jamais seul à seul, n'aurait donc pu recueillir de telles confidences notamment politiques, et aurait puisé son inspiration essentiellement dans la littérature de l'époque. Son témoignage est en particulier jugé invraisemblable à propos des convictions cachées de Hitler à l'encontre de la religion chrétienne.
En 1985, l'historien Wolkgang Koch, citant approbativement les conclusions de Henry Ashby Turner selon lesquelles on doit accorder peu de confiance au livre I Paid Hitler, publié sous le nom de Fritz Thyssen mais écrit par Emery Reves, ajoute que le même Emery Reves aida Hermann Rauschning à écrire le livre Hitler m'a dit.

## Œuvres
- (de) Die Revolution des Nihilismus - Kulisse und Wirklichkeit im dritten Reich, Zürich, Europa Verlag, 1938 (3te Auflage).
- La Révolution du nihilisme, Gallimard, 1939 (Catalogue BnF).
- Hitler m'a dit, Paris, éd. Coopération, décembre 1939. Seconde édition par les éditions Somogy en Suisse en 1940[10]. Réédité par les éditions Somogy en 1945 (3e trimestre) avec une introduction de Wladimir d'Ormesson d'avril 1945. Réédité avec un avant-propos (de 1979) de Raoul Girardet, Hachette, 2005,  (ISBN 2012792391)
- Préface à Les dix commandements : récits sur la guerre de Hitler contre la loi morale par Thomas Mann, Rebecca West, Franz Werfel, John Erskine, Bruno Frank, Jules Romains, André Maurois etc., Paris, Albin Michel, 1946.
- Le Temps du délire, Paris, éd. Egloff, 1948 (traduction de Die Zeit des Deliriums, Amstutz, Herdeg & Co., 1947, Zürich, 1947).
- L'Allemagne entre l'ouest et l'est - la révolution européenne, Julliard, 1952.